# 希洛斯特峰

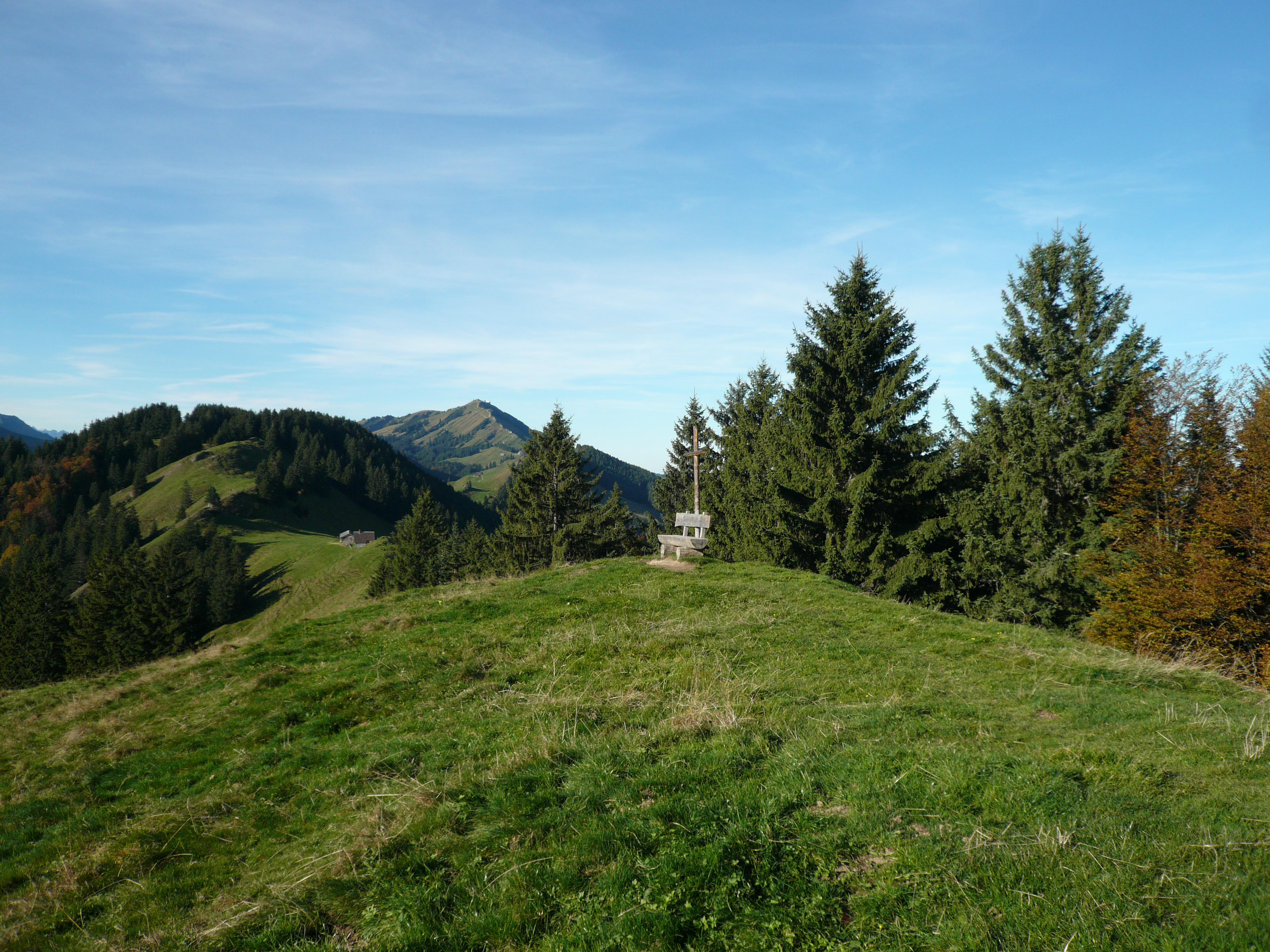

47°18′40″N 9°24′02″E / 47.31100°N 9.40061°E
希洛斯特峰（德語：Chlosterspitz），是瑞士的山峰，位於該國東北部，由內阿彭策爾州負責管轄，距離伯爾尼150公里，海拔高度1,326米，每年平均降雨量1,954毫米。